# Haviva Pedaya
Ḥaviva Pedaya (en hébreu : חביבה פְּדָיָה ; née le 5 décembre 1957) est une poètesse, autrice, chercheuse culturelle et professeur d'histoire juive israélienne à l'Université Ben Gourion, où elle dirige le Centre Elyachar d'études sur le patrimoine séfarade.

## Biographie
Son arrière-grand-père était le célèbre kabbaliste Rabbi Yehuda Fatiyah . Son grand-père, Shaul Fatiyah, était également kabbaliste. La fille de ce dernier, la mère de Pedaya, Simha Ovadia Fatiyah, a créé le projet « Hazon », qui offrait une réadaptation professionnelle aux personnes atteintes de maladie mentale. Il possédait une boutique au marché Mahane Yehuda à Jérusalem.
Ses parents ont immigré en Israël depuis Bagdad, dans les années 1950, lors de l'exode des Juifs d'Irak. Pedaya est née et a grandi à Jérusalem.
Pedaya est mariée à David Sorotzkin, elle a une fille et vit à Beersheba. Son intérêt pour la mystique et la spiritualité juives a d'abord été un intérêt personnel avant de devenir son domaine de recherche. Elle croit à la réincarnation, croyance dont elle a « héritée » de son grand-père kabbaliste. De 17 et 22 ans, elle a entrepris un ta'anit dibbour (jeûne de la parole).
Elle se définit comme « religieuse par choix, non par conditionnement ». Après avoir fait carrière dans la recherche sur le mysticisme et l'histoire juive, elle s'est tournée vers la littérature et la poésie. Son premier livre en prose, Ein HeHatul (L'œil du chat), contient des histoires sur les animaux dont elle prend soin.
En tant que féministe Mizrahi, elle a collaboré avec divers événements et organisations culturelles Mizrahi et elle critique férocement la manière dont la société continue d'opprimer les femmes,.
Pedaya a étudié la Kabbale et la philosophie juive à l'Université hébraïque , où elle a soutenu son doctorat en philosophie juive. Sa thèse a servi de base à son livre sur le rabbin Yitzhak Sagi Nahor, "השם והמקדש במשנת ר'יצחק סגי נהור " [Le Nom et le Sanctuaire dans la doctrine d'Isaac l'Aveugle], publié en 2001.
En 1987, Pedaya a été nommé professeur au département d'histoire de l'Université Ben-Gourion ; elle est devenue professeur titulaire en 2002. Depuis 2009, elle dirige le Centre Elyachar d'études sur l'héritage séfarade.
Pedaya a été à la tête de l'École de poésie Helicon (2014-2015) et a été conseillère pédagogique à l'Alma College, où elle a également enseigné. Elle a été membre du conseil d'administration du Chaim Herzog Center for Middle East Studies et elle est également chercheuse senior à l' Institut Van Leer de Jérusalem, où elle a dirigé deux groupes de recherche : Piyyut et The East Writes Itself. Pedaya fait partie du comité de rédaction du Bezalel Journal of Visual and Material Culture.
Elle a reçu le prix Gershom Scholem pour la recherche sur la Kabbale en 2018,, le prix littéraire Yehuda Amichai de 2012 et le prix littéraire du président de 2004 pour son livre Motzah Hanefesh.

## Récompenses
- 1989 – Prix Harry Hershon, Université hébraïque de Jérusalem[3]
- 1989 – Prix Warburg, Université hébraïque de Jérusalem[12]
- 1991 – Prix de la Fondation Lakritz pour l'étude du hassidisme, Université hébraïque de Jérusalem[3].
- 1997 – Prix de poésie Bernstein pour son livre « Miteiva Stuma »[3]
- 2004 – Prix de littérature du président pour « Motzah Hanefesh »[3]
- 2012 – Prix littéraire Yehuda Amichai pour « Dio Adam » (avec Muiz Ben Harosh)[3]
- 2018 – Prix Gershom Scholem, Académie nationale des sciences[13]

## Recherche
Les premières recherches de Pedaya portaient sur la naissance de la Kabbale en Provence et sur le cercle de Nahmanide et de ses disciples en Espagne au XIIe siècle. Elle s'intéresse particulièrement à la phénoménologie de la Kabbale qu'elle a étudiée dans ses recherches sur l'extase,.
Elle a ensuite commencé à faire des recherches sur le mouvement hassidique du XVIIIe siècle et sur Rabbi Nachman de Breslev. Dans son livre « Hashem veHamikdash », elle traite des concepts de la Jérusalem céleste, de l'apocalypse et de la Kabbale. Dans ses deux livres sur Nahmanide, elle discute de l'herméneutique, de la terre d'Israël, de la symétrie et de l'applicabilité des couches d'exégèse aux couches de la réalité ; de la relation entre le symbolique et le concret, et de la manière dont elle s'applique à la catégorisation des textes, et des attitudes envers la diaspora juive.
Ses recherches hassidiques tendent à se concentrer sur le mysticisme, un sujet qu'elle a développé dans son livre Vision et parole (« Hamar'eh veHadibur »), dans lequel elle utilise la typologie pour décrire le mysticisme. L'idée centrale qui distingue Pedaya des autres chercheurs du hassidisme est qu'il s'agit de l'une des principales expressions du modernisme juif, contrairement à d'autres chercheurs qui postulent que les Lumières juives (Haskala) sont la meilleure expression du modernisme juif et considèrent le hassidisme comme un archaïsme.
Un autre sujet d'étude majeur pour Pedaya est le concept de traumatisme dans le judaïsme. Elle considère l'histoire juive comme traumatisante et aborde donc son travail comme une approche de la théologie de la crise. Elle considère l'

## Œuvres littéraires

### Prose
Son premier ouvrage en prose est Ein HeHatul (L’œil du chat), publié en 2008. C'est un recueil d’histoires sur des personnages urbains, entrecoupées d’une étude du chat comme vagabond de l’espace urbain. Son œuvre suivante, Hotamot (sceaux), est un recueil de nouvelles influencées par des contes populaires. Certaines histoires sont réalistes, d’autres sont allégoriques ou fantastiques. La majeure partie du livre traite de l’existence au féminin : la jeune fille-jeune-femme dans les relations et les situations familiales, où un personnage secondaire dans une histoire est le personnage principal d’une autre. Les deux livres incluent des influences kabbalistiques à la fois dans le récit et dans la structure.

### Poésie
L'annonce officielle pour le prix littéraire du Président affirmait : « Un chef-d'œuvre de poésie lyrique... Avec son langage à plusieurs voix et à plusieurs niveaux, elle est une pionnière de la poésie hébraïque. »
MiTeivah Stum a (D'une arche cryptique, 1996) est un recueil de poèmes symboliques, dont beaucoup ont été ultérieurement mis en musique par des artistes israéliens contemporains.

## Musique
Selon Noam Ben-Zeev, critique de Haaretz : « À la base de la riche conscience de Pedaya se trouve la musique, ayant franchi la frontière entre la musique de sa maison et son monde privé, et ayant présenté sa musique au public il y a une dizaine d'années. Ce fut un geste spectaculaire qui a créé un changement stylistique dans la musique hébraïque, et certains le qualifient de révolution. »
En 2003, Pedaya a créé le « Yonah Ensemble », pour promouvoir une renaissance de la musique mystique et liturgique orientale. L'ensemble a été actif jusqu'en 2010 et a été invité à se produire au Festival de musique juive de Cracovie.
Pedaya a cofondé et produit le spectacle musical « Yehuda Halevy Corner of Ibn Gbirol » (références aux deux rues principales de Tel Aviv nommées d'après Yehuda Halevy, le médecin, poète et philosophe juif espagnol ; et Shlomo Ibn Gbirol, le poète et philosophe juif andalou du XIe siècle.) L'événement, qui a eu lieu au Heichal HaTarbut en 2004, a présenté des performances de certains des plus grands musiciens d'Israël.
Pedaya a initié et produit l'album "Najarah" en 2013. L'album comprenait de la musique piyyut des kabbalistes de Bagdad, avec des styles soufis turcs, basée sur des paroles du poète juif du XVIe siècle Yisrael Najarah.
En 2015, Pedaya a mis en scène « Hillula for a Mother – an Oriental Rock Opera », un requiem dédié à sa défunte mère. La comédie musicale a été jouée au Festival d'Israël . Le style musical de la composition est un classique arabe avec du rock oriental,.
En 2013, Pedaya a édité le livre Piyyut comme prisme culturel (Hapiyut Ketsohar tarbuti), dans lequel elle analysait l'essence du piyyut.
En 2017, le festival annuel de musique éthiopienne de Jérusalem, le Hullegeb Festival, a présenté l'événement Le retour à Sion : désirs de l'Israël céleste (« Shivat Zion » en hébreu), un spectacle à plusieurs niveaux et à plusieurs styles basé sur l'œuvre de Pedaya, auquel ont participé des chanteurs et musiciens d'origine éthiopienne et russe, dans des styles allant du liturgique à l'électronique en passant par le jazz. Pedaya a cherché à créer une inclusion pour un groupe confronté non seulement aux problèmes d’immigration, mais aussi au racisme : « Le judaïsme comprend toutes les diasporas, toutes les couleurs, toute la musique – toutes les gammes et tous les maqams – qu’ils ont dans la musique orientale et occidentale. Et il y a aussi des Juifs qui sont noirs, ce que je trouve merveilleux. »

## Autres écrits et commentaires
Pedaya est un écrivain prolifique de critique d'art, de journalisme d'opinion et d'analyse sociale, en particulier sur les questions mizrahi . Par exemple, son essai « La ville comme texte et les marges comme voix – Exclusion du livre et acheminement vers le livre » explore la culture musicale comme un miroir de la société ashkénaze et mizrahi en Israël. Elle décrit la dialectique entre la périphérie géographique, où, selon elle, se trouvent la voix et la mémoire authentiques, et le centre, où, selon elle, les chanteurs de la périphérie affluent, cherchant l'acceptation, mais perdant leur véritable voix en route. Ses premiers travaux sur la musique et la poésie constituent un manifeste sur le thème de la culture mizrahi ; son article « The Exiled Voice », paru dans Haaretz en 2004, décrit la manière dont les souvenirs refoulés sont récupérés par les Israéliens ashkénazes et mizrahis de troisième génération.
Pedaya écrit aussi sur l'art, principalement sur l'art mizrahi. Elle a participé à des films documentaires sur la Kabbale et l'histoire et la culture séfarades : Local Angel (2002), Liquid of Life (2008), A Song of Loves – Rabbi David Buzaglo (2015) et Yeshurun in 6 Chapters (2018).

## Publications

### Recherche
- Nom et sanctuaire dans l'enseignement de Rabbi Isaac l'Aveugle, Magnes, août 2001 [Ha-Shem Ve-Ha-Mikdash Be-Mishnat R. Yitzhak Sagi Nehor : Iyun Mashve Be-Chitvei Rishonei Ha-Mekubalim]
- Vision et discours : modèles d'expérience révélatrice dans le mysticisme juif, Los Angeles : Kruv, 2002 [Ha-Marʹe Ve-Ha-Dibur : Iyun Be-Tivʹa Shel Havayat Ha-Hitgalut Ba-Mistorin Ha-Yehudi]
- Nahmanide : Temps cyclique et texte sacré, Am Oved, 2003 [Ha-Ramban : Hitalut – Zman Mahzori Ve-Tekst Kadosh]
- Étendues : essai sur l'inconscient théologique et politique, Hakibbutz Hameuchad, 2011 [Merhav U-Makom : Masa Al Ha-Lo-Muda Ha-Teiologi-Polity]
- Marcher à travers le traumatisme : rituels de mouvement dans le mythe, le mysticisme et l'histoire juive, Resling, 2011 [Halicha She-Meʹever La-Trauma : Mistica, Historya Ve-Ritual]
- Kabbale et psychanalyse, Yedioth Ahronoth, 2015 [Kabbale U-Psicho'analiza : Masa Pnimi Be-Ikvot Ha-Mistika Ha-Yehudit]
- Le retour de la voix perdue, Hakibbutz Hameuchad 2016 [Shivato Shel Ha-Kol Ha-Goleh : Zehut Mizrachit, Po'etika, Muzika U-Merchav]

### Prose et poésie
- D'une arche scellée (poésie), Am Oved, 1996 [Mi-Teiva Stuma]
- Naissance de l'Anima (poésie), Am Oved, 2002 [Motza Ha-Nefesh]
- L'Œil du chat (roman), Am Oved, 2008 [Be-Eyn He-Chatul]
- Encre de sang (poésie), Hakibbutz Hameuchad, 2009 [Dyo Ha-Adam]
- Empreintes (histoires), Yedioth Aharonoth, 2014 [Chotamot]
- Tôt et tard (poésie), Gama, 2015 [Mukdamim U-Meucharim]
- L'enfer est le paradis en marche arrière (poésie), Hakibbutz Hameuchad, 2016 [Ha-Geihinom Hu Gan Eden Be-Revers]

### Articles
- Pedaya, Haviva. La Grande Mère : la lutte entre Nahmanide et le cercle du Zohar. Dans : Temps et Espais de la Girona jueva, (2011) 311-328

### Édition
- Mythologie dans le judaïsme, Beersheba, Institut Bialik et Presses universitaires Ben-Gurion, 1996 [Ha-Mitus Be-Yahadut]
- Le Livre de Rébecca – Judaïsme : enjeux, aspects, extraits, identités (éd. avec le professeur Efraim Meir), Ben-Gurion University Press, 2007 [Sefer Rivka – Yahadut : Sugiyot, Panim, Kta'im, Zehuyot]
- Piyyut comme prisme culturel, Hakibbutz Hameuchad, The Van Leer Jerusalem Institute, 2013 [Ha-Piyut Ke-Tzohar Tarbuty : Kivunim Chadashim Le-Havanat Ha-Piyut U-Le-Havnayato Ha-Tarbutit]
- La Mizrah s'écrit elle-même, Gama Press et The Van Leer Jerusalem Institute, 2015 [Ha-Mizrah Kotev Et Atzmo]
- Moriah Rahmani, Un cœur qui se fraye un chemin à travers un mur, Une ville sans ombre, Hakibbutz Hameuchad et Gama Press, 2016
- Manuel interdisciplinaire sur le traumatisme et la culture . Yochai, Ataria ; Gurevitz, David ; Pedaya, Haviva ; Néria, Yuval, éd. (2016).